# Шабон
Шабон (фр. Châbons) је насеље и општина у источној Француској у региону Рона-Алпи, у департману Изер која припада префектури Ла Тур ди Пен.
По подацима из 2011. године у општини је живело 1910 становника, а густина насељености је износила 105,29 становника/km². Општина се простире на површини од 18,14 km². Налази се на средњој надморској висини од 509 метара (максималној 687 m, а минималној 386 m).

## Демографија
| 1962. | 1968. | 1975. | 1982. | 1990. | 1999. | 2011. |
| ----- | ----- | ----- | ----- | ----- | ----- | ----- |
| 1.095 | 1.178 | 1.202 | 1.282 | 1.371 | 1.485 | 1.910 |

График промене броја становника у току последњих година